# Тогрул-бек
Рукн ад-Даула ва-д-Дин ас-Султан аль-Муаззам Абу Талиб Тогрул-бек Йамин Амир аль-Муминин (Тогрул-бек — букв. Сокол-князь, перс. رکن‌الدین طغرل‌بک بن سلجوق‎) (ок. 990 — 4 сентября 1063) — средневековый государственный деятель, создавший Государство Сельджукидов, контролировавшее в XI—XII веках территории современных Турции, Ирана, Ирака и Сирии.
Происходит из огузского племени кынык, является внуком Сельджука и сыном Микаила, основатель династии Сельджукидов.

## История
Вместе со своим братом Чагры-беком возглавлял сельджукское объединение кочевых огузов. Первоначально служил в армии тюркского государства Караханидов, после разгрома которого закрепился в Хорезме. Оттуда в 1028 году  Тогрул предпринял завоевание Мерва и Нишапура, где в 1038 году короновался султаном. К этому времени его государство включало в себя также Бухару, Балх и Газни.
В 1040 году в битве при Данданакане Тогрул-бек разгромил войско султана Масуда Газневи, а затем между 1040 и 1055 годами завоевал Хорезм, большую часть Ирана, Азербайджан, Ирак. Также он в 1049 году начал завоевание Армении.
Тогрул-бек вступил в Багдад в рамадане 447 года Хиджры (24 ноября — 23 декабря 1055 года). В городе была прочитана хутба и отчеканены монеты с его именем, а сам Тогрул получил от аббасидского халифа почетное имя Рукн ад-Даула ва-д-Дин ас-Султан аль-Муаззам Абу Талиб Тогрул-бек Йамин Амир аль-Муминин.
Столкновения Торгул-бека с Византией поначалу не имели очевидного успеха для тюрков из-за наличия у Византии мощных крепостей, где пряталось население: Осада Манцикерта в 1054 году завершилась неудачей для Тогрул-бека. Однако последующие 20 лет тюркские рейды в Анатолии планомерно уничтожали сельскохозяйственные угодья христиан и в конечном счете завершились победой тюрков при Манцикерте в 1071 году.
Тогрул-бек ушёл из жизни на территории современного Ирана, оставив в качестве наследника своего племянника Сулеймана (сын Чагры-бека), так как был бездетным. Другой племянник, Алп-Арслан (также сын Чагры-бека), начал борьбу за трон, которую он выиграл в 1063 году.